# 정봉행
정봉행(일본어: 町奉行 마치부교[*])은 일본 에도 시대의 직명으로, 영지 내의 도시 지역의 행정, 사법을 담당하는 부교이다. 막부뿐만 아니라 각 번에도 이 직책이 존재하지만, 일반적으로 마치부교라 하면 막부의 직책인 에도 정봉행(江戸町奉行)을 가리킨다.

## 역할
요리키(与力)
중급 무사로 에도에 50명 정도가 근무했으며 말타는 것이 허용되었다. 실무를 하지 않았고 처분을 판결했다.
도신(同心)
하급 무사로 에도에 200명 정도가 근무했다. 고케닌이었으며 세습제였으나 신규채용도 했다. 사실상 범인의 생사여탈권을 가지고 있는 강력한 존재였다.
고요키키(御用聞き)
도신의 부하로 에도에 3000명 가까이 있었다. 정보원이거나 실무역할을 했으며 포졸과 비슷하지만 마치부교에 소속된 것은 아니었다. 따라서 별도의 직업을 가진 경우가 많다.

## 관련 역직
- 에도 정봉행
  - 町奉行所与力 : 内与力 / 年番方物書同心 / 本所方水主 / 養生所見廻り与力 / 赦帳撰要方人別帳掛与力 / 高積見廻り与力 / 町火消人足改与力 / 風烈廻り昼夜廻り与力 / 諸問屋組合再興掛与力 / 非常取締掛与力 / 硝石会所見廻り与力 / 開港掛与力 / 諸色潤沢掛与力 / 諸色値下掛与力 / 町奉行所同心
  - 牢屋奉行 / 本所道役 / 小石川養生所 / 江戸町年寄 / 江戸町地割役 / 江戸町火消 / 穢多頭
- 오사카 정봉행
  - 大坂 : 大坂定番 / 大坂加番 / 大坂城目付 / 大坂船手 /
  - 大坂町奉行 : ... 与力

## 같이 보기
- 봉행 (일본사)